# Dąbrowa Puzdrowska
Dąbrowa Puzdrowska (dodatkowa nazwa w j. kaszub. Dąbrowa Pùzdrowskô) – wieś w Polsce, położona w województwie pomorskim, w powiecie kartuskim, w gminie Sierakowice
Wieś leży na Pojezierzu Kaszubskim. Wchodzi w skład sołectwa Puzdrowo.
W latach 1975–1998 Dąbrowa Puzdrowska administracyjnie należała do województwa gdańskiego.
Przed 2023 r. miejscowość była częścią wsi Puzdrowo.

## Z kart historii
Od końca I wojny światowej wieś znajdowała się w granicach Polski (powiat kartuski). Do 1918 roku obowiązującą nazwą niemieckiej administracji dla Dąbrowy Puzdrowskiej było Dombrowo. Podczas okupacji niemieckiej w 1942 r. nazwa Dombrowo została przez nazistowskich propagandystów niemieckich (w ramach szerokiej akcji odkaszubiania i odpolszczania nazw niemieckiego lebensraumu) zweryfikowana jako zbyt kaszubska i przemianowana na nowo wymyśloną i bardziej niemiecką – Eichheide.